# Szkoła przy ul. Działyńskich 4/5 w Poznaniu

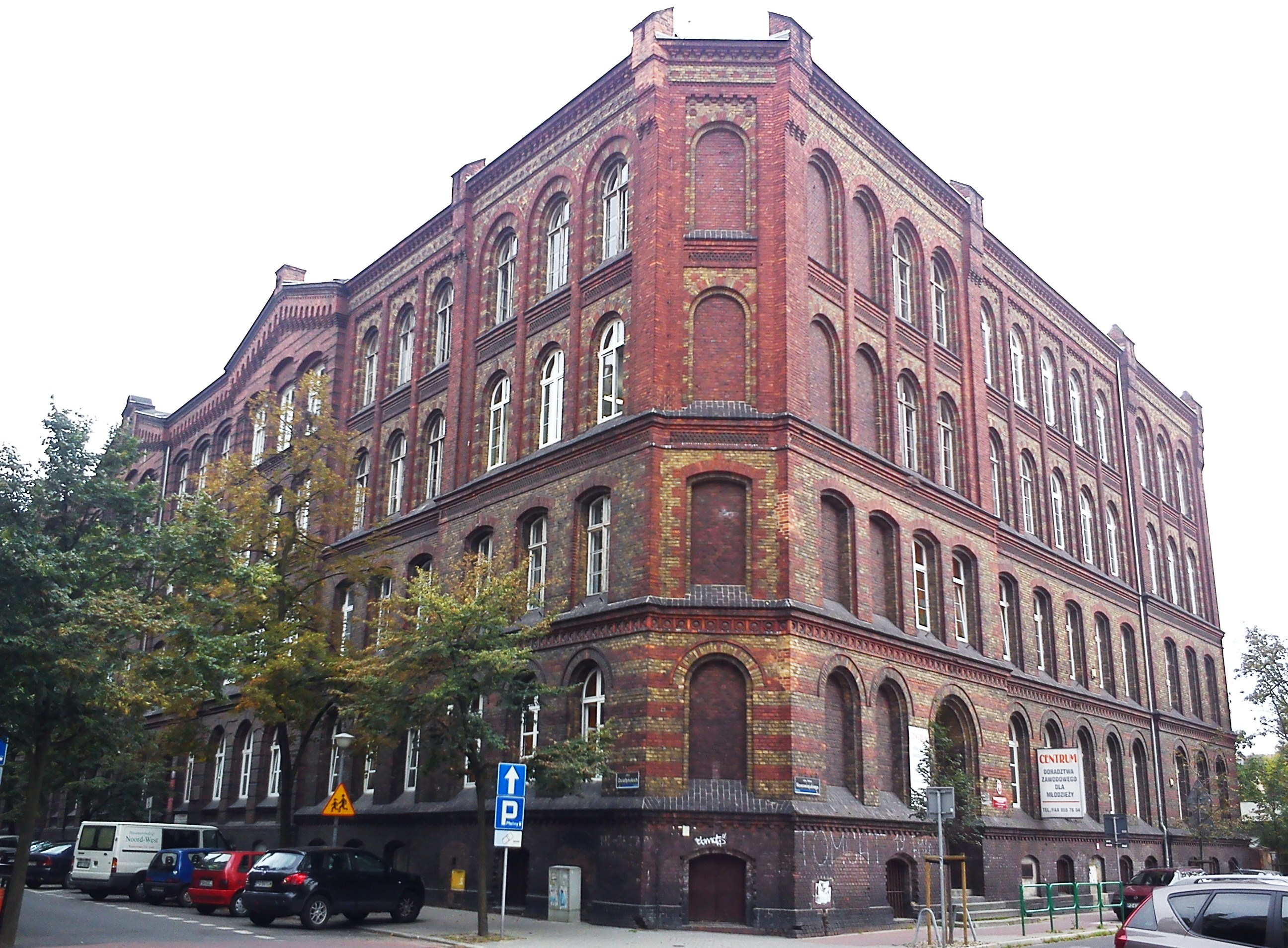
Widok od strony skrzydła dla dziewcząt (1890). Po lewej budynek główny

Szkoła przy ul. Działyńskich (Zespół Szkół Zawodowych nr 6) – budynek szkolny zlokalizowany w centrum Poznania, przy ul. Działyńskich 4/5.
Ceglany budynek wzniesiono w stylu arkadowym, jako szkołę dla chłopców w latach 1884-1885, a w latach 1889-1890 rozbudowano o skrzydło dla dziewcząt. Autorem projektu był Heinrich Grüder. Po rozbudowie budynek stał się asymetryczny. Obiekt reprezentuje typowe dla końca XIX wieku potraktowanie tematu – szkoła w wyrazie architektonicznym i funkcjonalnym zbliżona była do koszar. W związku z rozwiązaniem rzutu, w obiekcie poważne trudności napotyka odpowiednie napowietrzenie i doświetlanie wszystkich pomieszczeń, zwłaszcza wewnętrznych ciągów komunikacyjnych. Problemy tego rodzaju rozpoczęto eliminować dopiero po 1900, wraz z nastaniem idei szkół pawilonowych, jakie dość licznie realizowano w Poznaniu (np. przy ul. Jarochowskiego 1).
W pobliżu szkoły położone są m.in. następujące obiekty: gmach PZU, budynek DRN Stare Miasto, domy urzędnicze przy ul. Kościuszki, czy dawny Królewski Sąd Powiatowy.